# حالا چی (ترانه)
«حالا چی» یک تک‌آهنگ از ریانا است که در ۲۹ اوت ۲۰۱۳ منتشر شد.
این تک‌آهنگ در چارت‌های در رتبه اول و در چارت‌های ، جزو ده ترانه اول قرار گرفت.